# 무동기 증후군
무동기 증후군(無動機症候群, amotivational syndrome)은 정서적 분리, 둔감한 감정 및 욕구, 기억 및 주의와 같은 집행 기능, 무관심, 수동성, 무감정, 그리고 전반적인 동기 부여 부족과 관련된 인지적, 정서적 상태의 징후를 특징으로 하는 만성 정신 질환이다. 이 증후군은 두 가지 하위 유형으로 나눌 수 있다. 첫째는 대마초 사용 또는 의존으로 인해 발생하며 주로 대마초 장기 사용의 영향과 관련된 대마초 무동기 증후군 또는 대마 유발 무동기 증후군이다. 둘째는 SSRI 약물 복용으로 인해 발생하는 SSRI 유발 무동기 증후군 또는 SSRI 유발 무감정이다. 《치료사를 위한 임상 정신약리학 핸드북》에 따르면, 무동기 증후군은 임상 우울증 치료에 사용되는 SSRI의 가능한 부작용 중 하나로 등재되어 있다. 이는 동기 저하 장애이다.

## 징후 및 증상
무동기 증후군은 전두엽 또는 뇌의 전두엽에 영향을 미쳐 그 영역의 손상으로 인해 발생하는 것으로 의심되어 왔다. 이 영역은 정서적 표현, 의사결정, 우선순위 설정, 그리고 내적, 목적 지향적 정신 활동과 관련된 인지 기능 및 기술을 관장한다. 무동기 증후군은 대개 무감정과 관련된 징후, 예를 들어 탈억제적 표현, 단기 및 장기 기억상실 또는 기억력 결핍, 감정 둔화로도 알려진 감정 표현 부족, 상대적 무관심, 수동성, 그리고 주의력이나 끈기가 필요한 장기 활동에 참여하려는 의지의 부족 등을 통해 감지된다. 흔히 나타날 수 있는 증상으로는 비일관성, 과제에 집중하지 못하는 능력, 정서적 고통, 의식 수준 저하, 집중력 또는 주의 통제, 그리고 위축되고 비사회적인 경향 등이 있다. 이러한 증상들은 일반적으로 대마초 사용 및 남용뿐만 아니라 흔히 항우울제 형태인 SSRI 약물과도 관련이 있다.

## 하위 유형

### 대마초 무동기 증후군

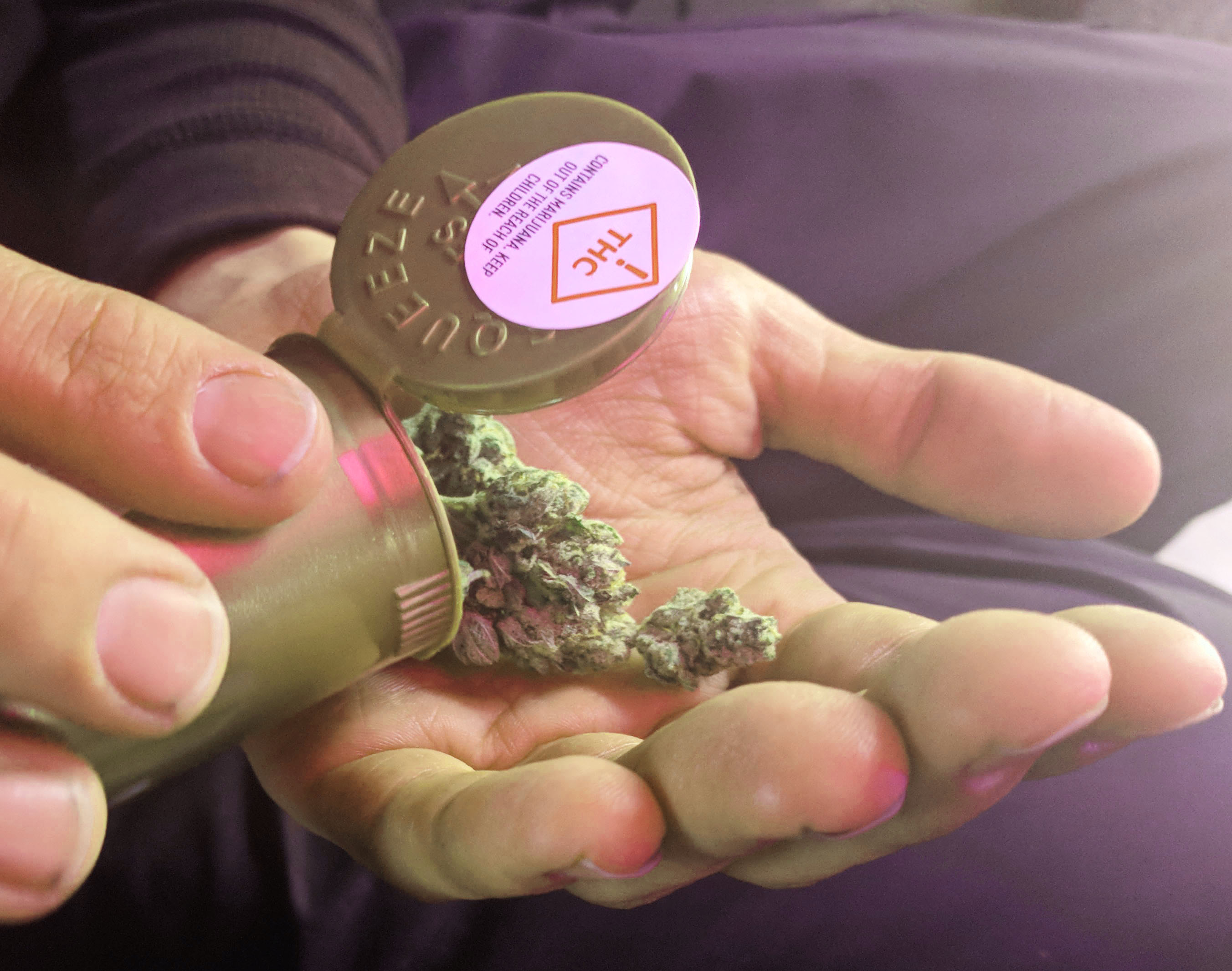
대마초 제품. 과도한 소비와 의존은 대마초 유발 무동기 증후군으로 이어질 수 있다.

무동기 증후군이라는 용어는 원래 대마초를 자주 사용하는 청소년 인구 사이에서 일하거나 경쟁하려는 의욕과 욕구가 감소하는 현상을 이해하고 설명하기 위해 처음 고안되었으며, 이후 대마초에 초점을 맞춘 다양한 방법론적 연구를 통해 탐구되어 왔다. 대마초 무동기 증후군은 흔히 마리화나 무동기 증후군 및 마리화나 또는 대마초 유발 또는 관련 무동기 증후군과 상호 교환적으로 사용된다. 대마초 관련 무동기 증후군은 정신질환 진단 및 통계 편람 (DSM-5)의 5판에서 인정된 대마초 사용 장애와 밀접하게 연관되어 있으며, 일상 활동에서 물러나거나 포기하고 주요 역할과 책임을 소홀히 하는 것과 같은 유사한 상태를 보인다. 이는 만성적인 대마초 노출의 주요 합병증 중 하나인데, 조현병과 우울증에서 나타나는 것과 유사한 인지 기능 저하 또는 인지 장애의 영향과 요소를 포함하기 때문이다. 이는 감정 반응성, 동기, 목표 상실로 인한 외부 세계와의 점진적인 단절과 분리를 특징으로 한다. 어떤 자극에 대한 반응성도 제한적이며, 영향을 받은 사람들은 대마초 사용을 통해서만 즐거움을 경험하거나 예상할 수 없다. 마리화나 무동기 증후군은 동기 관련 구성체가 학교나 직장 환경에서 청년에게 어떤 영향을 미치는지를 중심으로 연구되었다. 영향을 받은 사람들은 학교 관련 기능 수준이 낮고, 동기 부족으로 인해 학업에 집중할 수 없으며, 교육 활동 참여에 대한 만족도가 낮고, 학업 당국과 쉽게 갈등을 겪는다. 또한, 마리화나 무동기 증후군은 자기효능감과 밀접하게 연관되어 있다. 자기효능감은 개인이 자신의 능력과 인내할 수 있는 능력에 대해 얼마나 자신감을 가지는지를 포괄하는 심리학적 개념이다. 이는 동기와 관련이 있는데, 자기효능감이 높은 사람들은 과제를 완수하기 위해 더 많은 노력을 기울이고 자기효능감이 낮은 사람들에 비해 그러한 노력에 더 오래 지속하는 경향이 있기 때문이다.

### SSRI 유발 무동기 증후군

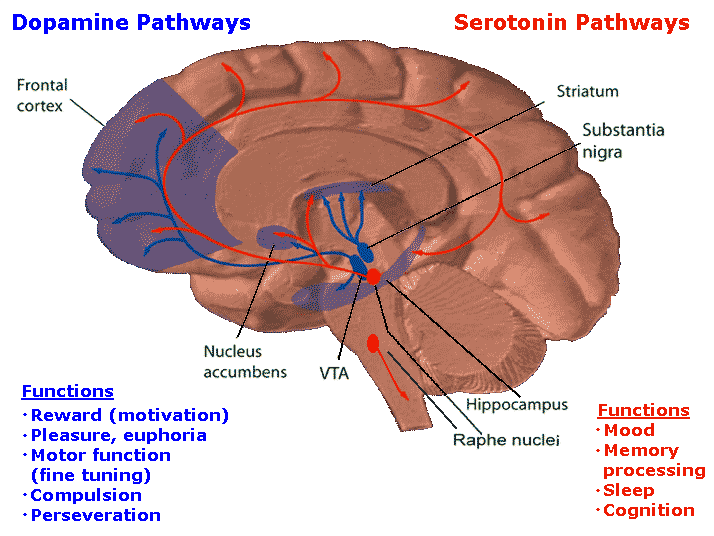
세로토닌 경로와 관련된 뇌 활동을 설명하는 도파민-세로토닌 시스템

SSRI 복용으로 인해 발생하거나 관련이 있는 무동기 증후군은 흔히 무감정 증후군, SSRI 유발 무감정 증후군, SSRI 유발 무감정, 그리고 항우울제 무감정 증후군으로도 알려져 있다. "무감정은 의식 수준 감소, 인지 장애(예: 치매), 또는 정서적 고통(즉, 우울증)에 기인하지 않는 개인의 동기 감소를 의미한다." 이 증후군은 주로 항우울제로 사용되는 선택적 세로토닌 재흡수 억제제(SSRI)의 섭취 및 복용량과 관련이 있으며, SSRI는 보상, 주의, 단기 기억 과제, 계획, 동기와 관련된 대부분의 도파민작동성 경로를 포함하는 뇌의 4대 주요 엽 중 하나인 전두엽에서 발생하는 활동을 조절하고 변경할 수 있기 때문에 SSRI 치료를 받는 환자들에게서 보고되었다. 이 증후군은 전두엽에 대한 세로토닌성 효과 및 전전두엽으로 투사되는 중뇌 도파민 시스템의 세로토닌성 조절과 관련이 있을 수 있으며, 이는 모두 세로토닌 수치의 변화로 인한 전두엽 기능 부전 가능성을 시사한다. 이는 용량 의존성 및 무감정으로 이어지는 유사한 증상을 초래하지만, 만연한 데이터 부족과 미묘하고 지연된 발병으로 인해 종종 인식되지 않고 진단되지 않았다. SSRI 유발 무동기 증후군을 임상적 부작용으로 볼 때, 행동적 관점뿐만 아니라 정서적 관점에서도 볼 수 있다. 행동 증후군으로 볼 때, 무감정 또는 낮은 동기와 SSRI 처방 간의 연관성은 잠재적 부작용으로 인식되어 왔다. 예를 들어, 여러 사례 보고서에서 행동적 무감정이 언급되었다. 행동적 관점 외에, 정서적 관점은 무관심의 정서적 측면을 강조한다. 예를 들어, 정서적 반응성 부족, 감정 둔화 또는 무감각과 같은 정서적 민감성 감소, 영향을 받은 환자들은 종종 일상생활의 감정을 포함하여 제한된 범위의 감정을 가지고 있다고 묘사하며, 영향을 받은 환자들의 독특한 정서적 주제는 긍정적 및 부정적 감정 모두의 강도 또는 경험의 전반적인 감소, 그리고 정서적으로 분리되고 "그냥 신경 쓰지 않는" 느낌을 포함하며, 개인적 및 직업적 인간 관계에서 감정 표현이 감소한다.

## 치료 및 평가

### 대마초 무동기 증후군
대마초 무동기 증후군의 치료는 대마초 의존증 치료와 유사하며, 무동기 증후군 발병에 앞서 존재하며 대마초 의존 및 사용의 근거가 될 수 있는 우울증 징후에 대한 신중한 평가가 이루어져야 한다. 사용자는 소변 검사, 자조 모임, 교육, 그리고 집단, 가족, 개인 치료와 같은 다양한 치료 환경에서의 치료를 통해 점진적으로 사용량을 줄여 나간다. 이는 대마초 소비 및 관련 환경으로부터 자신을 분리하기 위함이며, 이 둘 모두 무동기 증후군의 인지적 측면에 기여한다.

### SSRI 유발 무동기 증후군
치료에는 SSRI를 점진적으로 줄이거나 중단하는 것, SSRI를 다른 항우울제 계열로 변경하는 것, 또는 SSRI와 함께 항우울제 부프로피온과 같이 도파민을 촉진하는 약물을 병용 처방하는 것이 포함된다.

## 현재 연구 및 논의

### 대마초 무동기 증후군
대마초 소비와 무동기 증후군 사이에 만연한 관계가 있음에도 불구하고, 대마초 소비가 무동기 증후군을 유발하는지에 대한 상당한 논쟁이 여전히 존재한다. 이는 단일 실체가 아니라 대마초가 독특한 주의 상태를 촉진하는 능력과 함께 이미 존재하거나 반응적인 우울증의 복합적인 영향으로 형성된 행동들의 집합일 수 있음을 의미한다. 특성 흡수는 대마초 유발 무동기 증후군을 둘러싼 담론에서 자주 언급되는데, 이는 대마초 사용자의 대다수가 가진 특성들(지루함과 전반적인 단절감 등, 무동기 증후군 환자에게서 발견되는 특성과 유사함)이 대마초 사용자에 의해 흡수되고 받아들여진다는 것을 의미한다. 이는 대마초가 무동기 증후군을 유발할 가능성이 있다는 주장에 대한 일반적인 반론으로 사용되는데, 많은 대마초 사용자들은 사용자들이 무동기 증후군에서 발견되는 일부 특성과 겹치는, 일반적으로 대마초 소비자들이 가진다고 생각되는 특성들을 종종 흡수한다고 언급했다. 결과적으로, 많은 사람들은 대마초가 심리적으로 해로운 물질로 생각되기보다는, 최소한의 생리적 작용에 대한 반응으로 정신에 미치는 영향이 플라시보 효과인 활성 플러시보로 생각되어야 한다고 제안했다.
또한, 연구가 진행되었음에도 불구하고 대마초 사용이 무동기 증후군으로 이어진다는 결론을 내릴 만한 충분한 실증적 연구가 부족하다는 점이 인정된다. 대마초 사용자들의 진술과 같은 일화적인 정보에는 무기력하고 나른한 느낌이 포함된다. 무동기 증후군은 여전히 이 약물과 관련된 주요 문제 중 높은 순위를 차지하고 있으며, 연구자들은 무기력한 대마초 사용자들을 묘사하기 위해 "무동기적"이라는 표현을 채택했다. 미국 보건복지부도 청소년의 사용이 삶에 대한 무관심한 태도, 피로, 낮은 학업 및 직업 성과와 같은 무동기 증상을 초래할 수 있다고 경고한다. 그러나 대마초가 사용자들의 동기에 미치는 영향에 대한 실증적 연구는 강한 상관관계가 없으며, 이러한 부정적인 결과에 대한 수많은 대안적 설명이 있음을 시사한다. 실험실 성과 연구, 교육 데이터 및 고용 통계에 대한 검토는 대마초가 무동기 증후군과 관련된 증상과 직접적으로 연결된다는 일관된 증거를 제공하지 못한다. 일부 연구에는 대마초를 많이 사용하는 사용자들이 동기 부족을 느꼈다고 보고한 데이터가 포함되어 있지만, 공존하는 약물 사용 및 낮은 동기에 대한 기준선과 같은 다른 변수가 조사되지 않았을 수 있다는 점도 인정되었다.

### 대마초 무동기 증후군 논쟁
대마초 무동기 증후군이 실제로 존재하는지에 대한 직접적인 상충되는 증거가 있다. 2024년 연구에 따르면 대마초는 동기에 영향을 미치지 않는 것으로 나타났다. 이 연구의 참가자들은 "기분이 좋을 때나 그렇지 않을 때나 과제에 노력을 기울이려는 동일한 의지"를 보였다. 그러나 대마초 사용은 "자기 조절 능력을 감소시켜 사용자를 더 충동적이고 덜 질서정연하게" 만들 수 있으며, 이는 무동기 증후군으로 오인될 수 있다.

### SSRI 유발 무동기 증후군

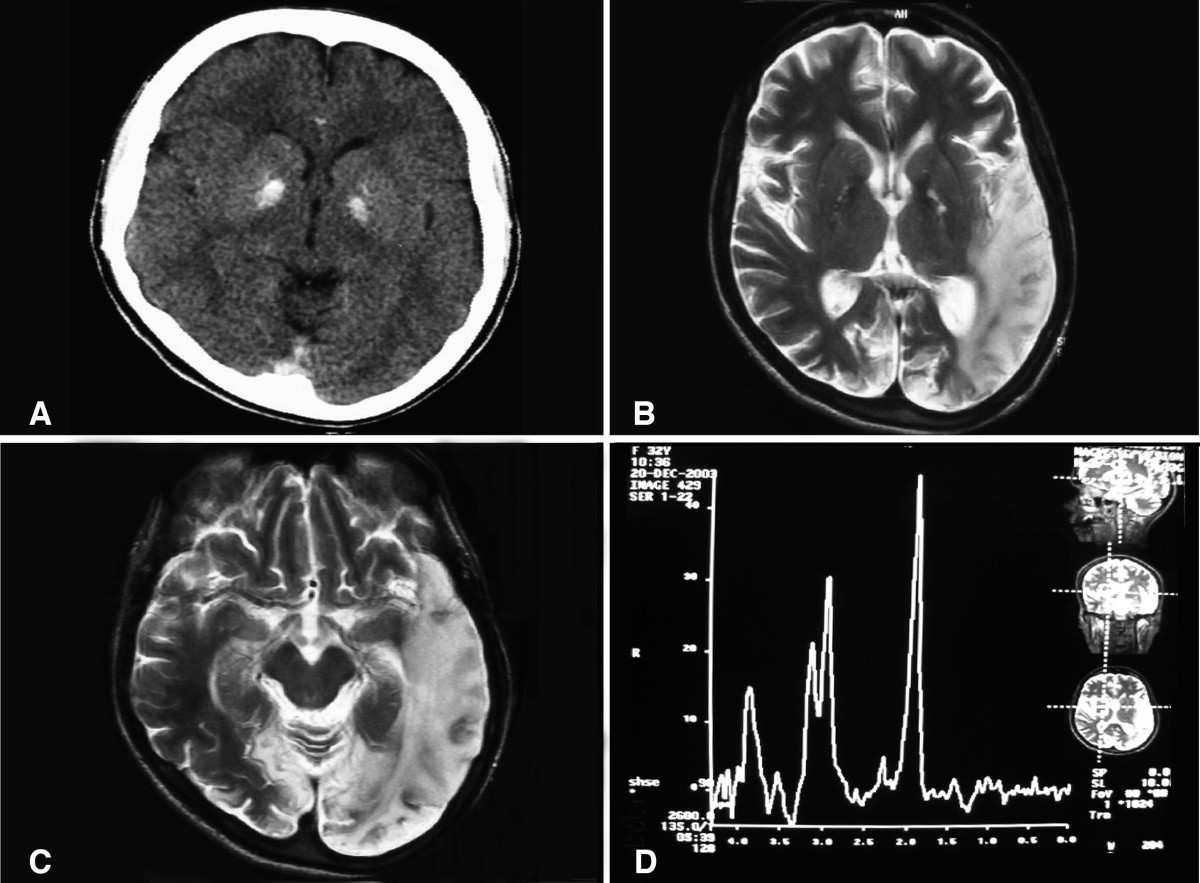
기저핵 양측성 석회화를 보여주는 컴퓨터 단층 촬영 뇌 스캔

SSRI 치료로 인한 무동기 증후군에 대한 심리학 분야의 대부분의 연구는 사례 연구와 일화적 보고를 중심으로 SSRI 약물이 환자의 동기 및 무감정 수준에 어떻게 영향을 미치는지 이해하는 데 집중되어 왔다. 무동기 또는 무감정 증후군과 우울증의 임상 양상에는 상당한 중첩이 있다. 무동기 또는 무감정 증후군 환자 중 다수는 이전 우울증 삽화에서 경험했던 것과는 다른 동기 부족을 느꼈거나, 무감정 감정이 우울증과 관련이 없다고 보고했다. 지난 10년간 선택적 세로토닌 재흡수 억제제(SSRI) 치료를 받았거나 받고 있는 많은 환자들에게서 무감정 증후군이 보고되었는데, 이는 일상생활의 수행 및 활동 능력 저하와도 연관되어 기능적 저하를 시사한다. 이는 흔한 행동 문제이지만 종종 진단되지 않고 치료되지 않아 임상적으로 중요하게 여겨진다. 신경심리학 연구에 따르면 무동기 증후군의 공통적인 특징은 전두엽 순환에 병변 및 기타 이상이 존재한다는 것이다. 임상 집단의 신경영상 연구 또한 무감정과 전방 띠이랑 및 기저핵 하위 영역의 전두엽 구조적 및 기능적 변화 사이의 상관관계를 보고했다. 최근 사례-대조군 연구에서도 SSRI 약물로 치료받은 환자들이 그렇지 않은 환자들에 비해 무감정 증상이 더 크게 나타났다고 보고했다. 현재의 발견은 전두엽의 다양한 영역에서 발견된 이상으로 인한 SSRI와 무감정의 상관관계를 지지하는 다른 발견들과 일치한다. 무동기 증후군이 약학 및 치료 산업에서 고려해야 할 새로운 문제로 부상했지만, 새로운 치료 중재 개발 및 치료를 개선하기 위해서는 여전히 많은 경험적 조사가 계속되어야 한다. 현재 경험적 연구는 제한적이며, SSRI로 인한 전두엽 이상과 그로 인한 무동기 증후군 사이의 연관성을 완전히 이해하기에는 충분한 연구가 부족하다. SSRI 약물의 높은 처방률에도 불구하고 정신과 또는 일차 의료 인구에서 감정 둔화 및 무감정과 관련된 SSRI 유발 무동기 증후군의 유병률에 초점을 맞춘 대규모 임상 연구가 부족하다. 또한 SSRI 유발 무감정을 측정하고 평가하기 위한 현재 임상적으로 널리 사용되는 척도도 없다. 항우울제 정서적 부작용 옥스포드 설문지(OQESA)는 개발 중인 척도로, 26개 항목의 리커트 척도식 자가 보고 척도이며, 응답자의 전반적인 감정 감소, 긍정적 감정 감소, 정서적 분리 및 둔화, 무관심 등 정서적 경험을 이해하는 것을 목표로 한다. 응답자들은 또한 자신의 항우울제가 이러한 정서적 증상의 원인이라고 생각하는 정도를 질문받는다.

## 같이 보기
- 무의욕증
- 대마초의 효과